# Brisant Brillant
Der Brisant Brillant war der Medienpreis des ARD-Boulevardmagazins Brisant. Er wurde im Jahr 2001 im Rahmen der 2000. Brisant-Sendung ins Leben gerufen und bis 2007 vergeben.

## Geschichte
Von 2001 bis 2003 hieß der Preis Goldener Wuschel, benannt nach dem ehemaligen Maskottchen der Sendung. Der Wuschel ist ein kleines, schwarzhaariges Wesen mit roter Nase (Möhre), ursprünglich als Kugelblitz für die Wettervorhersage in der Sendung konzipiert. Es präsentierte über mehrere Jahre unter anderem das „Biowetter“ am Ende der Sendung.
Von 2004 bis 2007 wurde eine neue Trophäe mit dem Emblem der Sendung (liegende Raute mit Schriftzug BRISANT) als Brisant Brillant übergeben.
Auf einer Galaveranstaltung wurden jährlich Preise in vier Kategorien vergeben: Soziales Engagement, Lebenswerk, Shooting Star des Jahres und Heldin/Held/Helden des Alltags (Zuschauerpreis). Seit 2008 werden nur noch Helden des Alltags ausgezeichnet.

## Preisträger
- 2001
  - Fürst Albert von Monaco „für die langjährige Zusammenarbeit“
  - Marie-Luise Marjan als „Mutter der Redaktion“
  - Maria Furtwängler „für ihr soziales Engagement in der Dritten Welt“
  - Harald Schmidt „für seine Verbundenheit mit Brisant als unermüdlicher Kritiker“.

- 2002
  - Jutta Speidel Charity-Preis „für ihr eindrucksvolles soziales Engagement“
  - Günter Pfitzmann für sein Lebenswerk
  - Thomas Rühmann Beliebtester ARD-Serienstar (für In aller Freundschaft)
  - die Crewmitglieder des Pirol 504 der Bundesgrenzschutzfliegerstaffel Ost als Helden des Jahres. „Stellvertretend für alle Helfer dieser Flutkatastrophe erhalten sie den Goldenen Wuschel für besonderen Mut und Einsatzbereitschaft“.

- 2003
  - Karlheinz Böhm für sein Soziales Engagement
  - Brigitte Mira für ihr Lebenswerk
  - Yvonne Catterfeld als Shooting Star des Jahres
  - Manfred Winkler (Polizist, Verkehrserzieher und Rettungsschwimmer) als Held des Alltags.

- 2004
  - Verona Pooth für ihr Soziales Engagement
  - Pierre Brice für sein Lebenswerk
  - Florian Silbereisen als Shooting Star des Jahres
  - Sabrina Schmidt als Heldin des Alltags: „Die 22-Jährige rettete nach einem Verkehrsunfall in Münster eine 16-Jährige. Das schwer verletzte Mädchen war im Auto eingeklemmt. Sabrina kletterte beherzt durch den Kofferraum, hielt das Unfallopfer durch Mund-zu-Mund-Beatmung am Leben und stabilisierte die Nackenwirbel, bis der Rettungswagen eintraf.“

- 2005
  - Uschi Glas für ihr Soziales Engagement als Schirmherrin der Patientenschutzorganisation Deutsche Hospiz Stiftung
  - Ruth Maria Kubitschek für ihr Lebenswerk
  - Toni Kraus, „de klaane Flugficht“, als Shooting Star des Jahres
  - Ursula Kellndorfer als Heldin des Alltags: „Seit mehr als 48 Jahren pflegt Ursula Kellndorfer ihren spastisch gelähmten Sohn.“

- 2006
  - Suzanne von Borsody für ihr Soziales Engagement
  - Heino für sein Lebenswerk
  - Henriette Richter-Röhl als Shooting Star des Jahres
  - Brigitte Heinisch als Heldin des Alltags: „Über Jahre hinweg hatte sie ihren Arbeitgeber auf eklatante Mängel hingewiesen. Um auf die Missstände bei der Betreuung älterer Menschen aufmerksam zu machen, nahm Brigitte Heinisch sogar ihre Kündigung in Kauf.“

- 2007
  - Miroslav Nemec für sein Soziales Engagement
  - Joachim Fuchsberger für sein Lebenswerk
  - Eisbär Knut als Shooting Star des Jahres
  - Tobias Zieger, Held des Alltags: „Der 17-Jährige rettete seinen Klassenkameraden Kevin vor einer Gruppe Jugendlicher, die immer und immer wieder auf ihn einprügelte.“